# دخان على الماء (أغنية)
دخان على الماء (بالإنجليزية: Smoke on the Water)‏ هي أغنية لفريق الروك الإنجليزي ديب بيربل، تم إصدارها لأول مرة في ألبوم عام 1972 «رأس الآلة Machine Head»، في عام 2004، إحتلت الأغنية المرتبة 343 في قائمة مجلة رولينج ستون لأعظم 500 أغنية على الإطلاق، وإحتلت المرتبة الرابعة في مجلة «توتال جيتار» لأعظم لازمة موسيقية للجيتار على الإطلاق، وفي مارس 2005، وضعتها مجلة «كيو» في المرتبة 12 في قائمتها أفضل 100 مقطوعة للجيتار.

## خلفية الأغنية
تحكي كلمات الأغنية قصة حقيقية حدثت في 4 سبتمبر 1971، حيث كان فريق ديب بيربيل في مونترو، سويسرا، لتسجيل ألبوم باستخدام وحدة تسجيل متنقلة (مستأجرة من فريق الروك رولينج ستونز، والمعروف باسم رولينج ستونز موبايل ستوديو، وكان المخطط للفريق أن يعزف أغانيه في المجمع الترفيهي الذي كان جزءًا من كازينو مونترو للقمار. عشية جلسة التسجيل، أقيم حفل المغني فرانك زابا وفريقه «أمهات الإختراع The Mothers Of Invention» في مسرح الكازينو، وكان هذا هو الحفل الختامي للمسرح قبل إغلاق مجمع الكازينو بسبب التجديدات الشتوية السنوية، والتي ستؤهل المكان ليتمكن فريق ديب بيربل من إجراء تسجيلاته. إشتعلت النيران فجأة في المكان عندما أطلق شخص ما من الجمهور مسدسًا مضيئًا (مما يستخدم في الالعاب النارية) بإتجاه السقف المغطى بالقش، وبالرغم من عدم وجود إصابات كبيرة، لكن الحريق دمر مجمع الكازينو بأكمله، إلى جانب جميع معدات فريق «أمهات الاختراع». أطل أعضاء فريق ديب بيربل من غرفهم وشاهدو الدخان يملء المكان ويرتفع فوق بحيرة جينيفا، ومن هذا المشهد جائت الفكرة للاعب الجيتار بالفريق «روجر جلوفر» لتسمية الأغنية «دخان على الماء».
قال جلوفر: «ربما كان أكبر حريق رأيته في حياتي وربما لن أرى مثله ابدًا، أتذكر أنه لم يحدث ذعر شديد في البداية، لأنه لم يكن يبدو وكأنه حريق كبير، ولكن سريعًا حدثت فرقعات ونيران مثل الألعاب النارية، وساد الذعر». كان مدير مهرجان مونترو للجاز يساعد بعض من الجمهور على الهروب من الحريق، وهو الذي تم ذكره في الأغنية باسم «فونكي كلود» (Claude Nobs (Funky Claude. ذكرت الشرطة السويسرية أن زدينك شبيشكا، لاجئ تشيكوسلوفاكي يعيش في إبلينج، مشتبه به في القضية، لكنه فر من سويسرا بعد فترة وجيزة. أصبح الفريق يملك وحدة تسجيل متنقلة باهظة الثمن ولا يجد مكان للتسجيل، إضطر الفريق إلى إستكشاف المدينة بحثًا عن مكان آخر. أحد الأماكن الواعدة كان مسرحًا محليًا يسمى «البافيليون» وعندما بدأ العزف قام سكان المنطقة بإستدعاء قوات الشرطة ليتوقف نشاط الفريق. بعد حوالي أسبوع من البحث، استأجر الفريق فندق «جراند» شبه الفارغ، وحول الفريق مداخله وسلالمه إلى إستوديو مؤقت، حيث وضعوا معظم المقطوعات والتي ستصبح ألبومهم الأكثر نجاحًا تجاريًا.

## أعضاء فريق ديب بيربل
ريتشي بلاكمور: جيتارات
إيان جيلان: غناء رئيسي
روجر جلوفر: جيتار باس
جون لورد: أورج هاموند
إيان بايس: طبول

## كلمات الأغنية
وصلنا جميعًا إلى مونترو We all came out to Montreux
على شاطئ بحيرة جنيف On the Lake Geneva shoreline
لعمل تسجلات باستوديو تسجيل متنقل To make records with a mobile
لم يكن لدينا الكثير من الوقت We didn't have much time
فرانك زابا وفرقته Frank Zappa and the Mothers
كانوا الأكثر شهرة في المنطقة Were at the best place around
لكن شخص غبي ومعه مسدس ألعاب نارية But some stupid with a flare gun
أحرق وحطم المكان Burned the place to the ground
دخان على الماء، نار في السماء Smoke on the water, fire in the sky
دخان على الماء Smoke on the water
إشتعل كازينو القمار They burned down the gambling house
وإنهار بصوت مروع It died with an awful sound
كان فانكي كلود يركض ويعود Funky Claude was running in and out
يسحب الصبية من الأرض Pulling kids out the ground
عندما إنتهى كل شيء When it all was over
كان علينا أن نجد مكانًا آخر We had to find another place
لكن الوقت في سويسرا كان ينفد But Swiss time was running out
يبدو أننا سنخسر السباق It seemed that we would lose the race
دخان على الماء، نار في السماء Smoke on the water, fire in the sky
دخان على الماء Smoke on the water
إنتهى بنا المطاف في فندق جراند We ended up at the Grand Hotel
كان فارغ وبارد وخالي It was empty, cold and bare
ولكن مع مقطورة الرولينج ستونز وأشياء أخرى But with the Rolling truck Stones thing just outside
سجلنا موسيقانا هناك Making our music there
مع بعض الأضواء الحمراء وقليل من الأسّرة القديمة With a few red lights and a few old beds
صنعنا مكانًا للتعرق We made a place to sweat
ولا يهم ما عاد علينا من هذا No matter what we get out of this
أعلم، أعلم أننا لن ننسى أبدًا I know, I know we'll never forget
دخان على الماء، نار في السماء Smoke on the water, fire in the sky
دخان على الماء Smoke on the water

## الأغنية على القوائم حول العالم
قال أعضاء الفريق إنهم لم يتوقعوا أن تكون الأغنية ناجحة، لكنها وصلت إلى المركز 4 على قائمة البيلبورد في الولايات المتحدة خلال صيف عام 1973، والمركز 2 في كندا، ودفعت بالبوم «رأس الآلة» إلى قائمة أفضل 10 البومات. أصبحت الأغنية وعلى وجه الخصوص اللازمة الموسيقية في أول الأغنية، هي مقطوعتهم المحورية في معظم عروضهم، ويقوم ريتشي بلاكمور عازف الجيتار الرئيسي بتبادل العزف مع جون لورد عازف الأورج، وأصبحت نسخة الأغنية من الألبوم الحي المسجل على المسرح «صنع في اليابان Made in Japan» عام 1973، هي نسخة محورية أيضا.

## وصلات خارجية
https://www.youtube.com/watch?v=uRCz3k4wRmU دخان على الماء (أغنية)
https://www.youtube.com/watch?v=zUwEIt9ez7M دخان على الماء (أغنية)
https://www.songfacts.com/facts/deep-purple/smoke-on-the-water دخان على الماء (أغنية)
https://www.allmusic.com/song/smoke-on-the-water-mt0010756734 دخان على الماء (أغنية) 